# Vars (Nuova Aquitania)
Vars è un comune delegato e frazione del comune di La Boixe, situato nel dipartimento della Charente, nella regione della Nuova Aquitania. In precedenza comune autonomo, il 1º gennaio 2025 è confluito insieme all'ex comune di Montignac-Charente nel nuovo comune di La Boixe.

## Società

### Evoluzione demografica
Abitanti censiti